# Marianne Mendt
 (mars 2018).
Si vous disposez d'ouvrages ou d'articles de référence ou si vous connaissez des sites web de qualité traitant du thème abordé ici, merci de compléter l'article en donnant les références utiles à sa vérifiabilité et en les liant à la section « Notes et références ».
Marianne Mendt (née Marianne Krupicka le 29 septembre 1945, à Vienne) est une chanteuse de jazz et actrice d'origine autrichienne, connue en particulier pour sa participation à l'édition 1971 du Concours Eurovision de la chanson.

## Début de carrière
Mendt a suivi une formation de chanteuse de jazz. Elle réalisa une tournée européenne avec le groupe The Internationals, en tant que chanteuse et bassiste. De retour à Vienne, elle est remarquée par le découvreur de talent Gerhard Bronner, qui lui écrivit la chanson Un Glock n, utilisée comme générique de série télévisée, avant de se hisser à la 12e place du classement à l'occasion de sa sortie en single en 1970. Marianne Mendt a repris en version autrichienne de nombreux classiques du jazz et de la pop, tels que Mercy, Mercy, Mercy (I kann net lang mit dir bös' sein), Spinning Wheel (A g'scheckert's Hutschpferd) et Aquarius/Let the Sunshine In (Der Wasserkopf).

## Concours Eurovision de la chanson
En 1971, Mendt fut choisie par la société de diffusion FRO pour représenter l'Autriche avec la chanson Musik dans la 16e édition du Concours Eurovision de la chanson, se tenant à Dublin le 3 avril. Sa participation marqua le retour de l'Autriche dans la compétition après 2 ans d'absence. Musik - la seule chanson interprétée à l'Eurovision à ce jour dans le dialecte allemand viennois - fut la chanson d'ouverture du concours. La performance reçut un accueil mitigé, avec une 16e position parmi les 18 pays en compétition.

## Carrière
Marianne Mendt poursuivit sa carrière à la fois en tant que chanteuse, mais aussi comédienne dans des pièces jouées dans de grands théâtres viennois. Dans les années 1990, sa carrière d'actrice passa au premier plan, notamment grâce à son interprétation dans le rôle de Gitti Schimek dans la série télévisée Kaisermühlen Blues diffusée de 1992 à 2000.
Mendt continue de se produire régulièrement[Quand ?] dans des concerts et festivals de jazz en Autriche.